# 大果小檗
大果小檗（学名：Berberis fengii）为小檗科小檗属的植物，是中国的特有植物。分布在中国大陆的云南等地，生长于海拔3,000米至3,700米的地区，多生在草坡，目前尚未由人工引种栽培。